# Cantonul Saint-Jean-de-Braye
Cantonul Saint-Jean-de-Braye este un canton din arondismentul Orléans, departamentul Loiret, regiunea Centru, Franța.

## Comune
- Saint-Jean-de-Braye (reședință)
- Semoy